# توقعات النمو السكاني

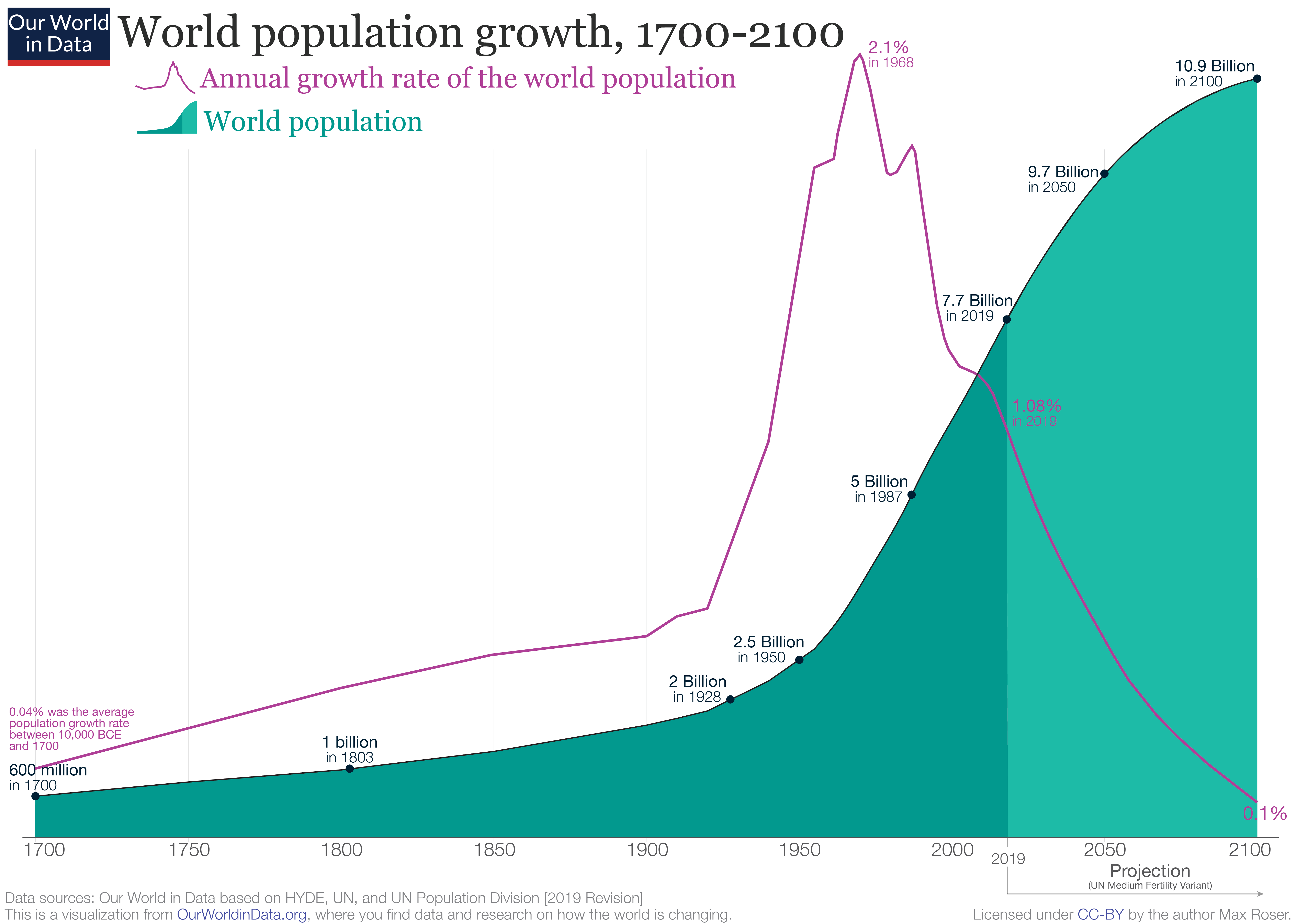

تنبأت توقعات النمو السكاني في عام 2017 أنه من المرجح أن يستمر نمو السكان حتى عام 2100، وقد يصل إلى 8.6 مليار في عام 2030، وإلى 9.8 مليار في عام 2050، وإلى 11.2 مليار بحلول عام 2100، في حين وصل العدد إلى 7 مليارات في عام 2011 . ما دام التحول الديموغرافي يتبع مساره في جميع أنحاء العالم، فسوف يزداد عدد السكان بشكل كبير، إذ تتجه معظم البلدان خارج أفريقيا نحو هرم سكاني متعامد الشكل.
ينمو تعداد السكان في العالم حاليًا بنحو 83 مليون شخص كل عام. تشير تقديرات متوسط النمو المستقبلي إلى أن عدد سكان العالم سيصل إلى 8.6 مليار في عام 2030، وإلى 9.8 مليار في عام 2050، وإلى 11.2 مليار بحلول عام 2100، وذلك بافتراض استمرار انخفاض معدل الخصوبة الكلي من 2.5 ولادة لكل امرأة في الفترة 2010-2015 إلى 2.2 في الفترة 2045-2050، وإلى 2.0 في الفترة 2095-2100، وفقًا لمتوسط التقديرات المستقبلية المتغيرة. تتجه القيم نحو الاستقرار في جميع أنحاء العالم مع زيادة طول العمر، ويُعتبر المحرك الرئيسي للنمو السكاني في المستقبل هو تطور معدل الخصوبة.
بقيت معظم السيناريوهات تتنبأ بالنمو المستمر حتى القرن 22، وهناك احتمال بنسبة 27% تقريبًا أن يتمكن إجمالي تعداد السكان من الاستقرار أو البدء بالانخفاض قبل عام 2100، ويمكن للسيناريوهات المتضاربة طويلة الأمد على مدى القرنين التاليين التنبؤ بأي شيء متراوح ما بين النمو الجامح والانخفاض الجذري (36.4 مليار أو 2.3 مليار شخص في عام 2300)، ويُظهر متوسط التنبؤات انخفاضًا طفيفًا يتبعه استقرار نحو 9 مليارات شخص.
من المتوقع بحلول عام 2070 أن يحدث الجزء الأكبر من النمو السكاني في العالم في منطقة أفريقيا: فمن بين الـ 2.4 مليار شخص المتوقع زيادتهم بين عامي 2015 و2050، سيكون 1.3 مليار منهم في أفريقيا، و0.9 مليار منهم في آسيا، و0.2 مليار فقط منهم في بقية دول العالم. ومن المتوقع أيضًا أن تنمو حصة أفريقيا من سكان العالم من 16% في عام 2015 إلى 25% في عام 2050، وإلى 39% بحلول عام 2100 ، بينما ستنخفض حصة آسيا من 60% في عام 2015 إلى 54% في عام 2050، وإلى 44% في عام 2100.
سيحصل النمو السكاني الكبير عند الأفريقيين بغض النظر عن معدل انخفاض الخصوبة، بسبب المعدل القليل لفئة الشباب الذين يعيشون اليوم هناك. على سبيل المثال، تتوقع الأمم المتحدة أن سكان نيجيريا سيتجاوزون عدد سكان الولايات المتحدة بحلول عام 2050. من المتوقع أن يبقى عدد سكان المناطق المتطورة دون تغيير، عند رقم 1.2 مليار، إذ إن الهجرة الدولية من المناطق ذات النمو المرتفع ستعوض عجز الخصوبة في الدول الأكثر ثراءً. جربت دول شرق آسيا والدول الأوروبية الدعم الحكومي لزيادة معدلات الخصوبة في السنوات الأخيرة.

## مناطق النمو
من المتوقع أن تمثل تسع دول نصف الزيادة السكانية المتوقعة في العالم بين عامي 2017 و2050 مرتبةً وفقًا للحجم المتوقع أن تساهم به في النمو السكاني: الهند، ونيجيريا، وجمهورية الكونغو الديمقراطية، وباكستان، وإثيوبيا، وتنزانيا، والولايات المتحدة، وأوغندا، وإندونيسيا.
كان متوسط الخصوبة في العالم 2.5 طفل لكل امرأة، منذ عام 2010 وحتى عام 2015، أي نصف المستوى الذي كان في الفترة 1950-1955 (5 أطفال لكل امرأة). من المتوقع أن تنخفض الخصوبة العالمية إلى 2.2 في الفترة بين 2045 و2050، وإلى 2.0 في الفترة 2095-2100.